# بابونه کپه قرمز
بابونه کپه قرمز (نام علمی: Anthemis rhodocentra) نام یک گونه از سرده بابونه است.